# Studio Tram Tour: Behind the Magic
Studio Tram Tour: Behind The Magic of Studio Backlot Tour waren rondritten in de attractieparken Walt Disney Studios Park en Disney's Hollywood Studios.

## Locaties

### Disney's Hollywood Studios
De naam van de attracties was Studio Backlot Tour en opende 1 mei 1989. Op 27 september 2014 maakte de attractie zijn laatste rit om vervolgens afgebroken te worden. In 2015 werd bekend gemaakt dat de attractie werd vervangen door Toy Story land.

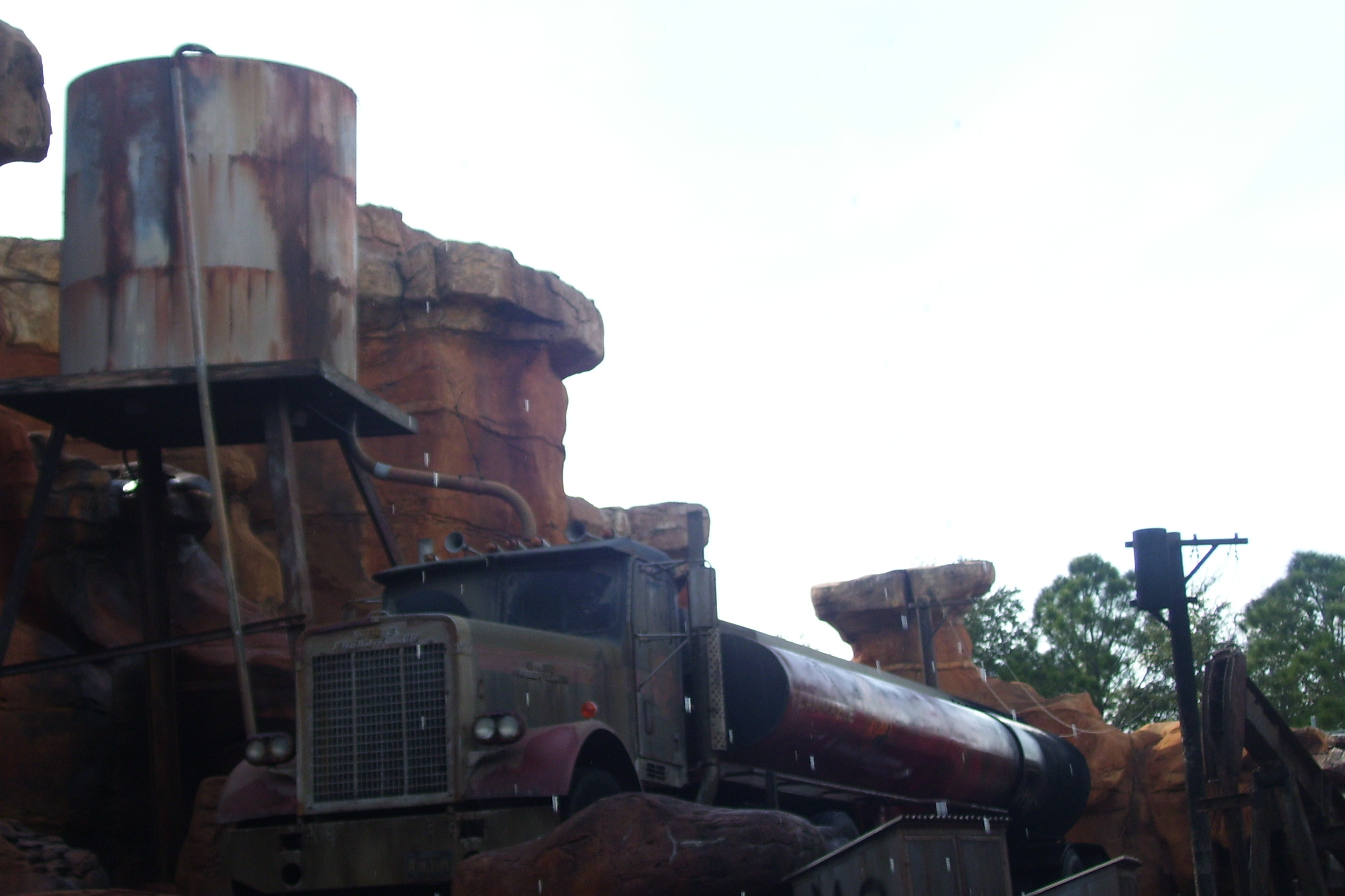
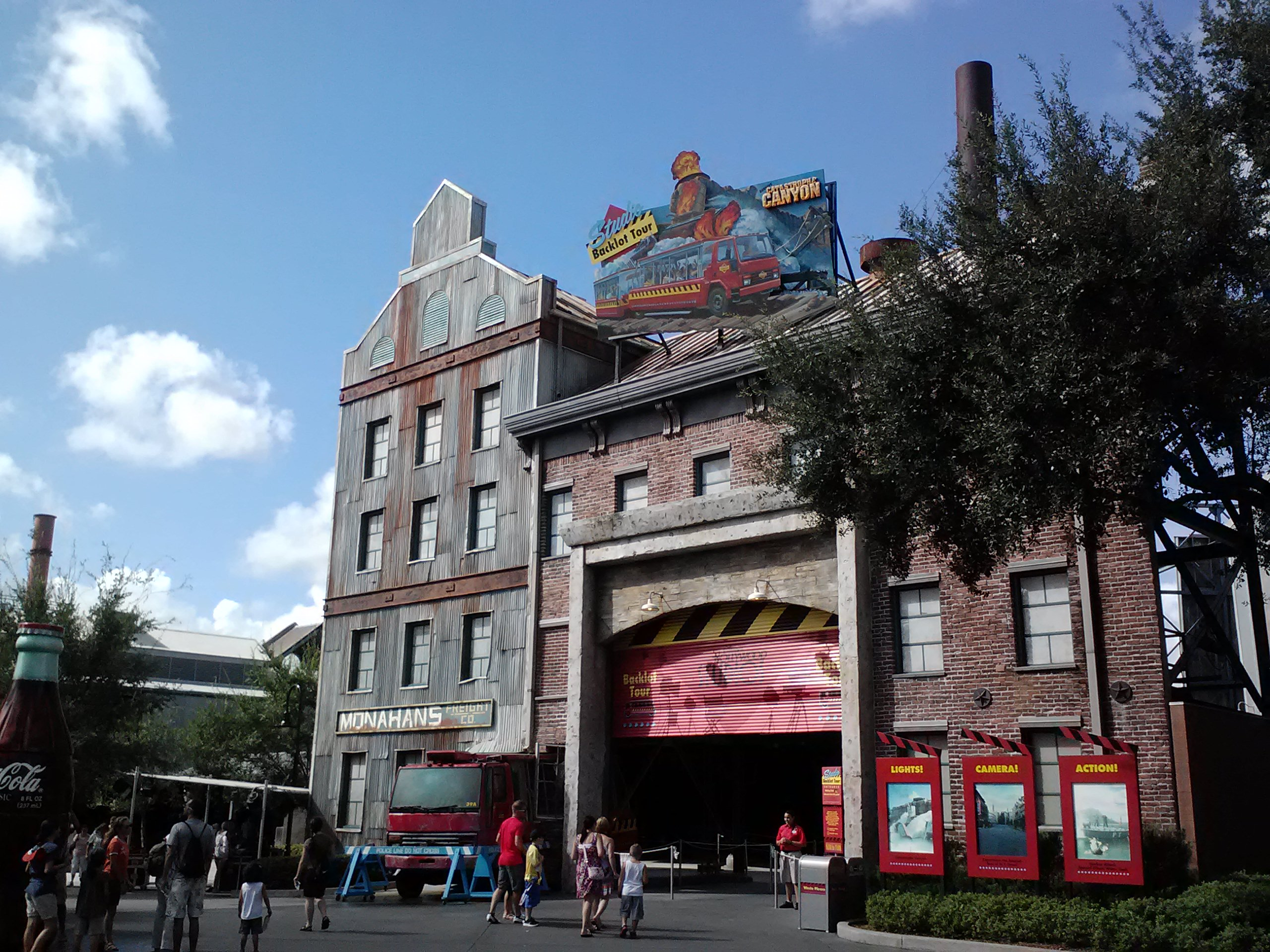
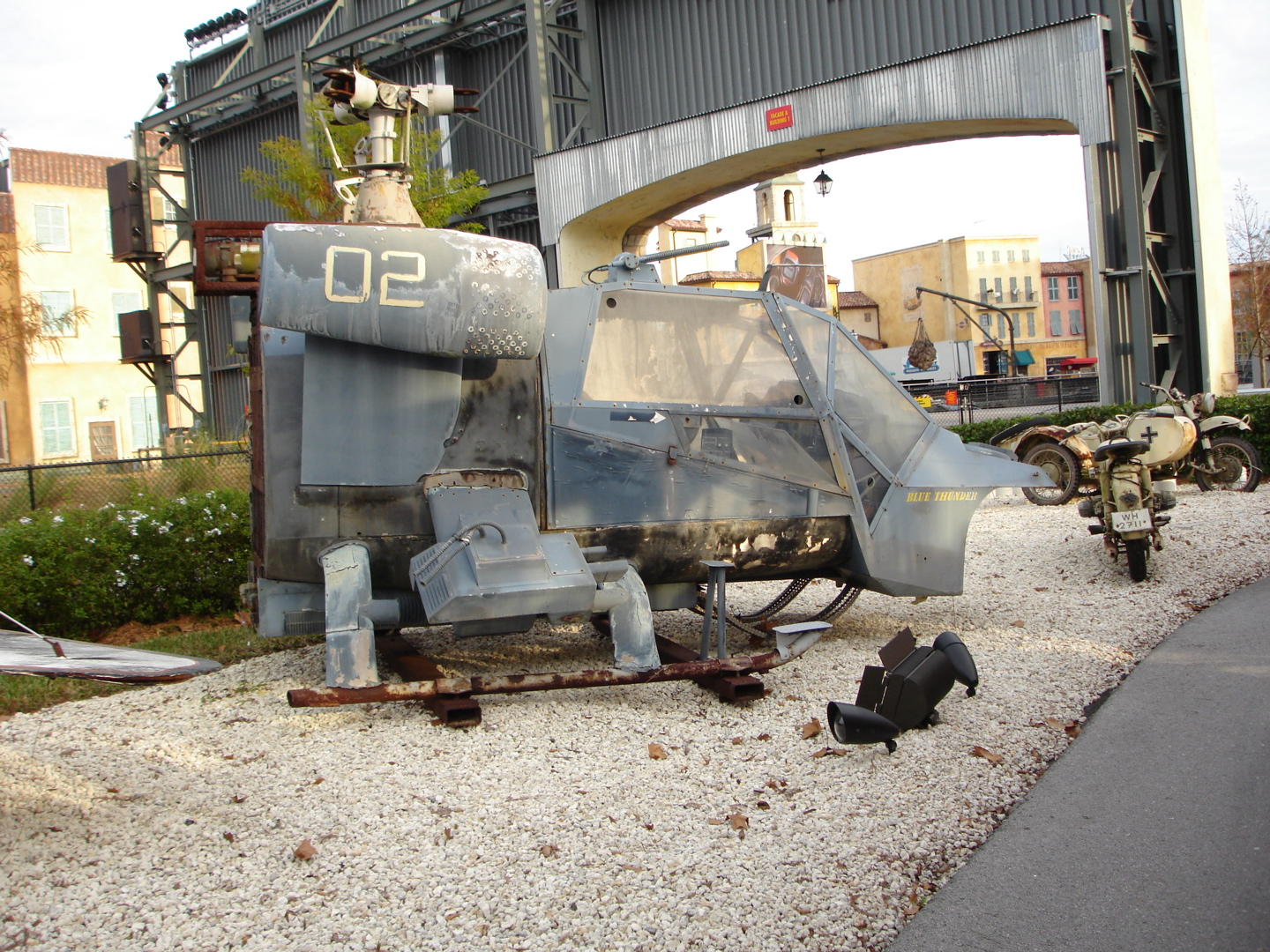
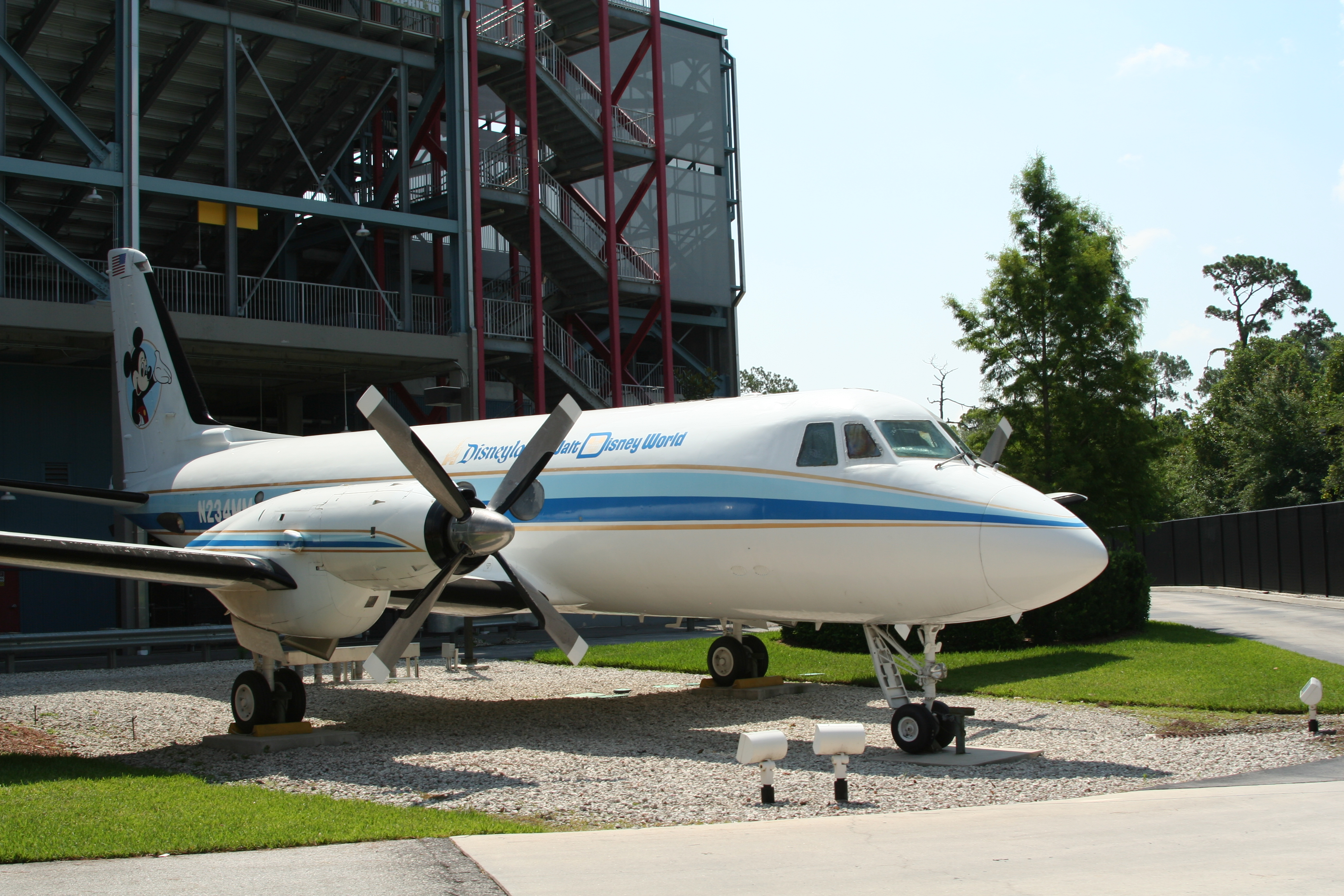
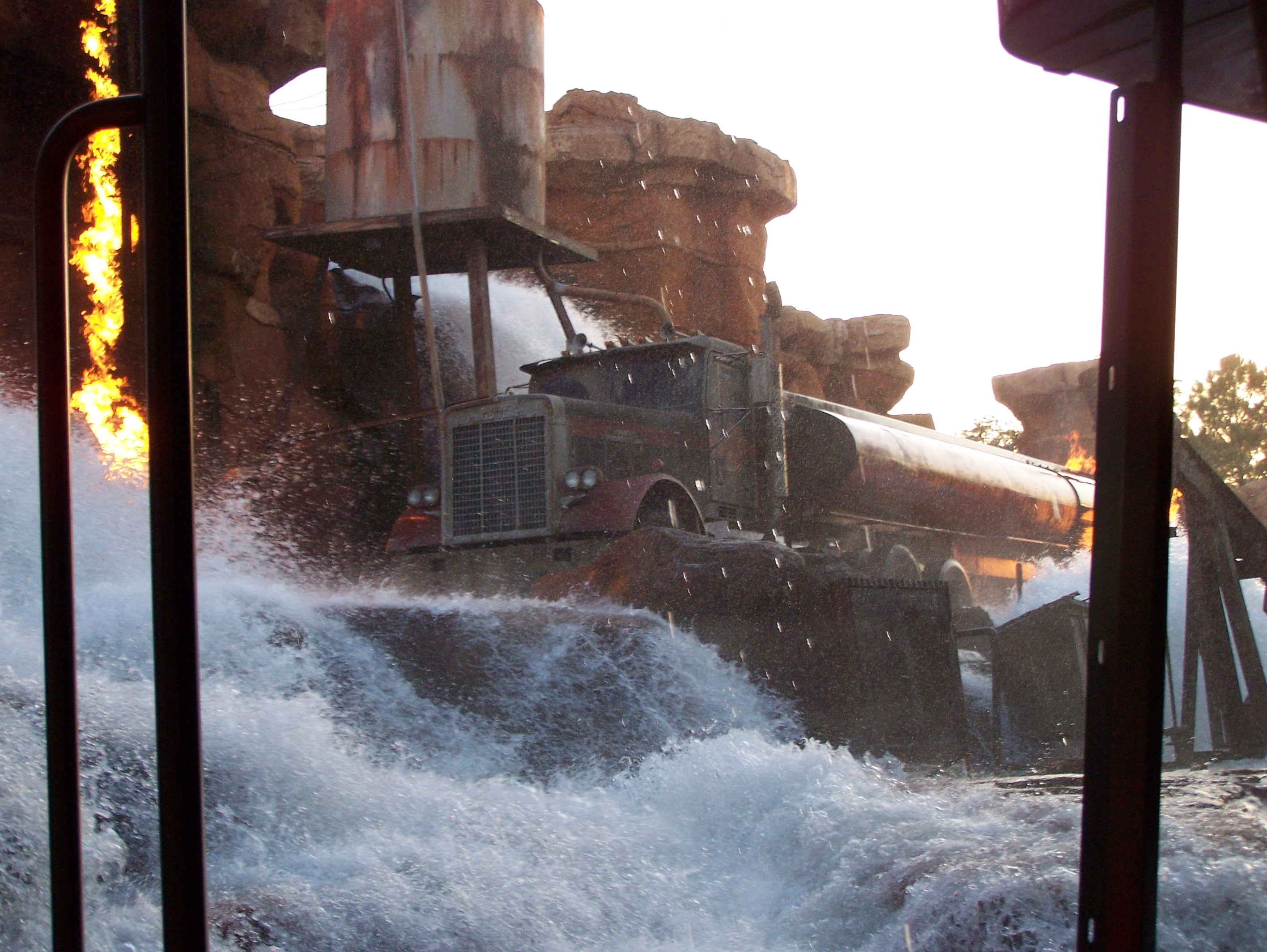
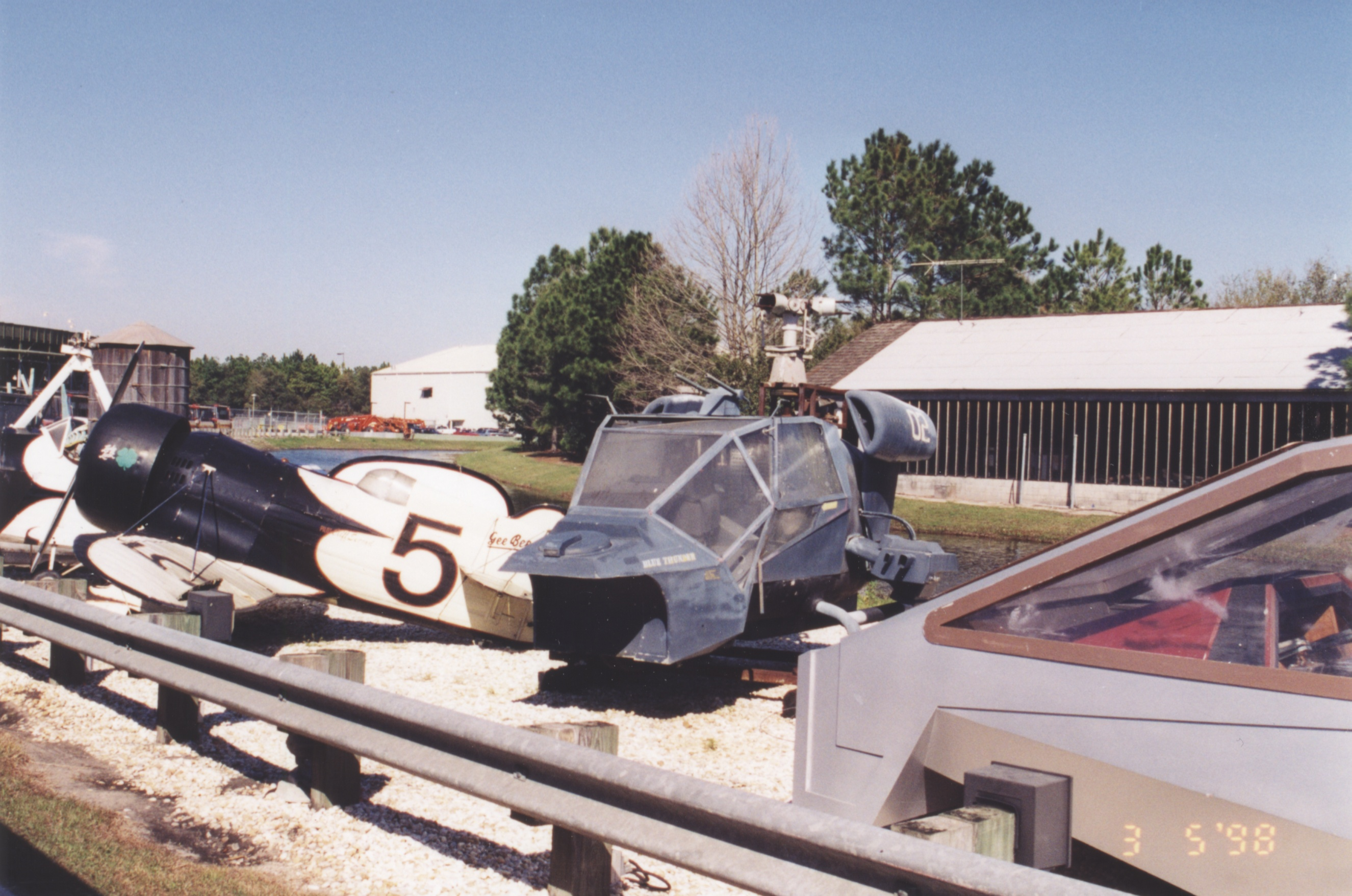

### Walt Disney Studios Park
Onder de naam Studio Tram Tour: Behind the Magic werd de attractie op 16 maart 2002 tegelijk met de rest van het park geopend.
Bezoekers betraden de attractie onder een façade van een namaak Hollywood Sign aan het einde van de Hollywood Boulevard. Vervolgens namen bezoekers plaats in 'trams' voor een rondrit. Het eerste wat men op de tour tegenkwam waren decorstukken uit verscheidene oorlogsfilms en een schaalmodel van de spaceshuttle uit de film Armageddon. Niet veel later kwam men dan langs een set van Dinotopia waar de tram voor het eerst halt hield. Vervolgens reed de tram verder de catastrophe canyon binnen. Hier werd dan een scène uitgebeeld waarbij een truck vuur vatte en er vervolgens een overstroming plaatsvond. Na deze show reed de tram verder. Men reed in de andere richting langs de ingang, waar een aantal bekende auto's uit films staan, naar de nagemaakte set van de film Reign of Fire. De tram vervolgde dan zijn weg terug naar de ingang. Heel de rondrit werd begeleid door een videogids weergegeven in de voertuigen van de trams zelf. Sinds 2008 passeert de Tour niet meer langs de kostuumgebouwen doordat de weg geblokkeerd is door de Toy Story Playland.

Om plaats te maken voor toekomstige uitbreidingen werd 5 januari 2020 de attractie gesloten. Het stationsgebouw aan het einde van de Hollywood Boulevard en de nagemaakt set van de film Reign of Fire werden afgebroken. De overgebleven delen, zoals catastrophe canyon, werden omgebouwd naar het thema rond de films van Cars. Het nieuwe stationsgebouw werd onderdeel van het themagebied Toon Studio. De nieuwe attractie opende voor bezoekers op 16 juni 2021 onder de naam: Cars Route 66 Road Trip. Een dag eerder konden genodigden zoals abonnementhouders al een rit maken in de attractie.

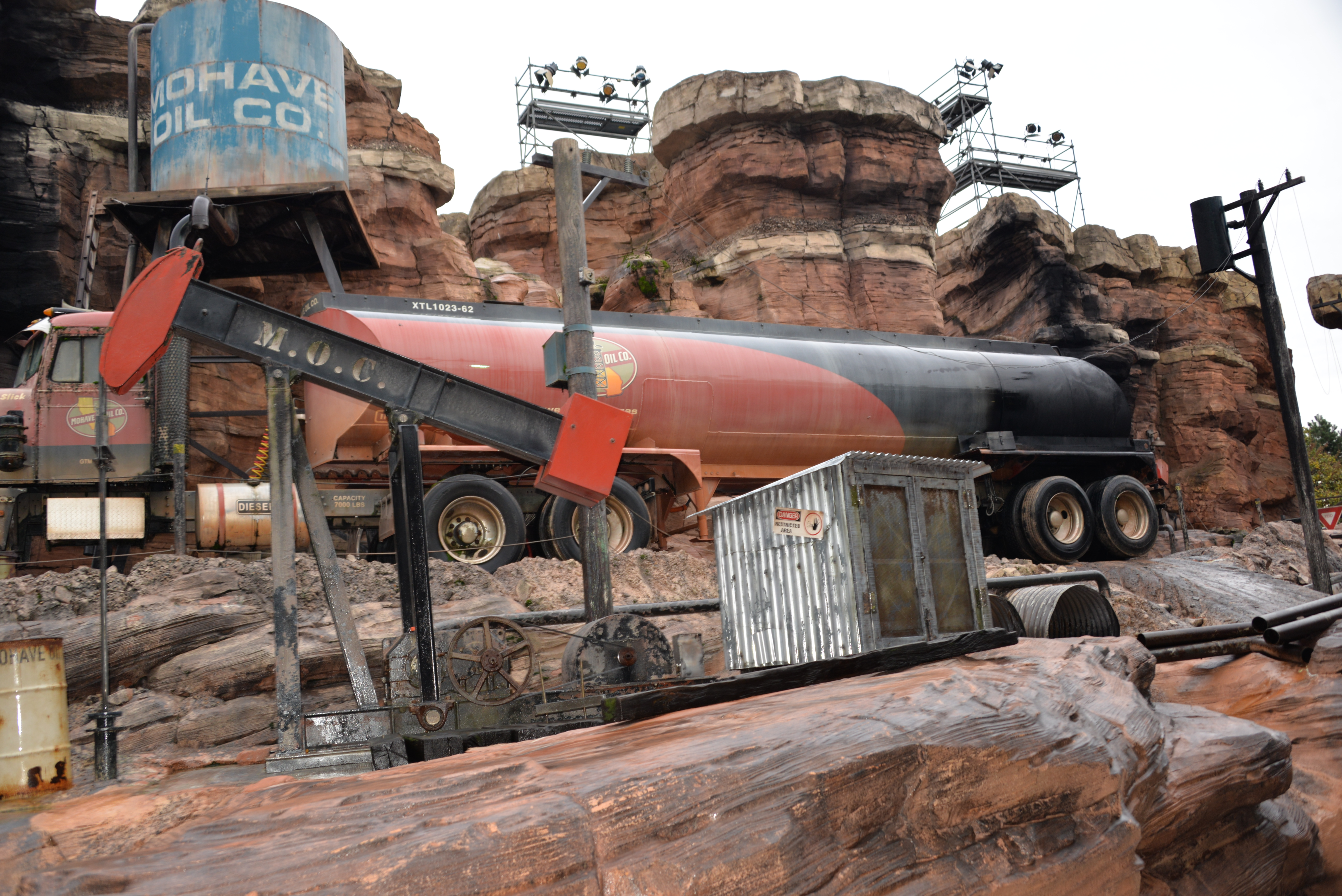
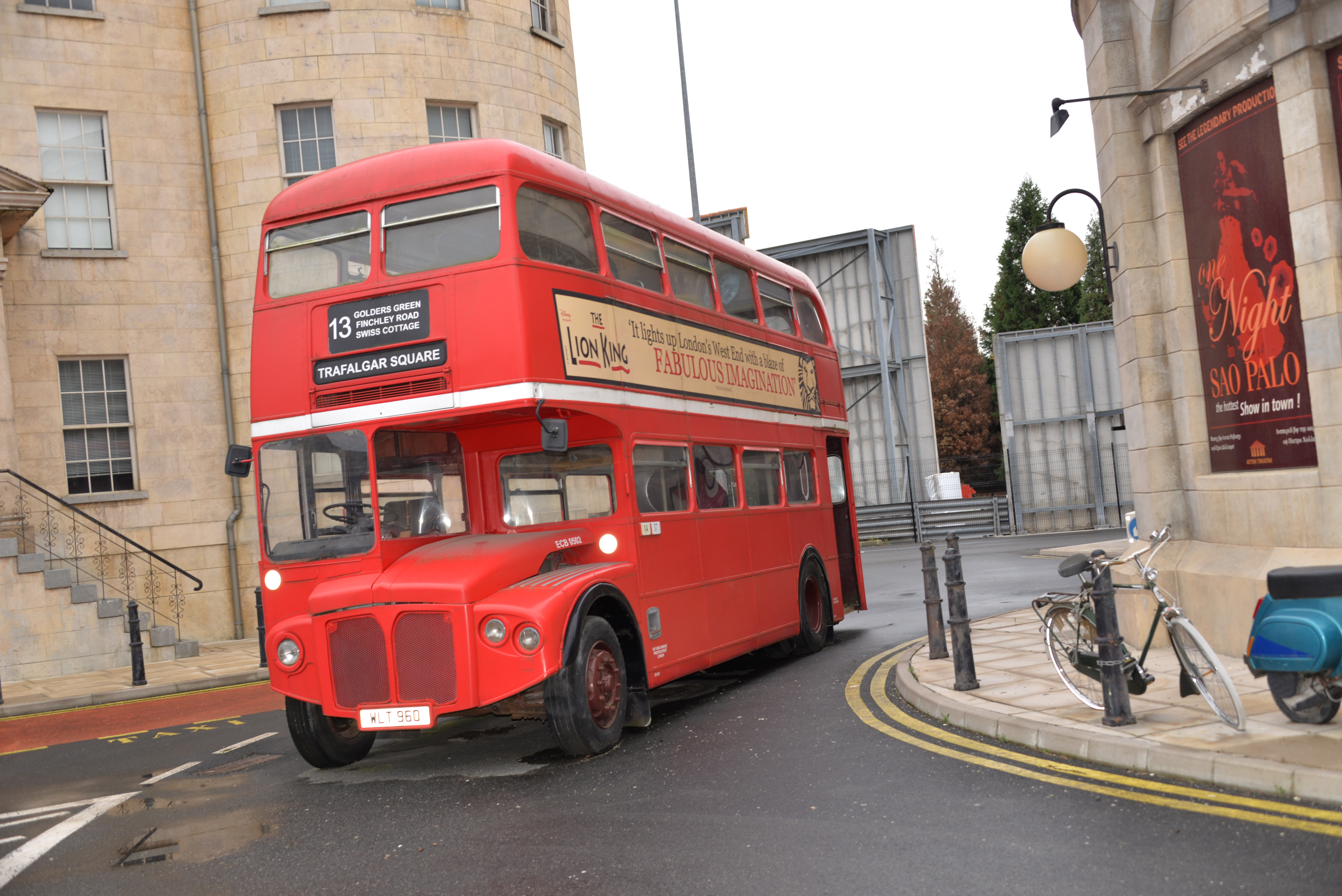
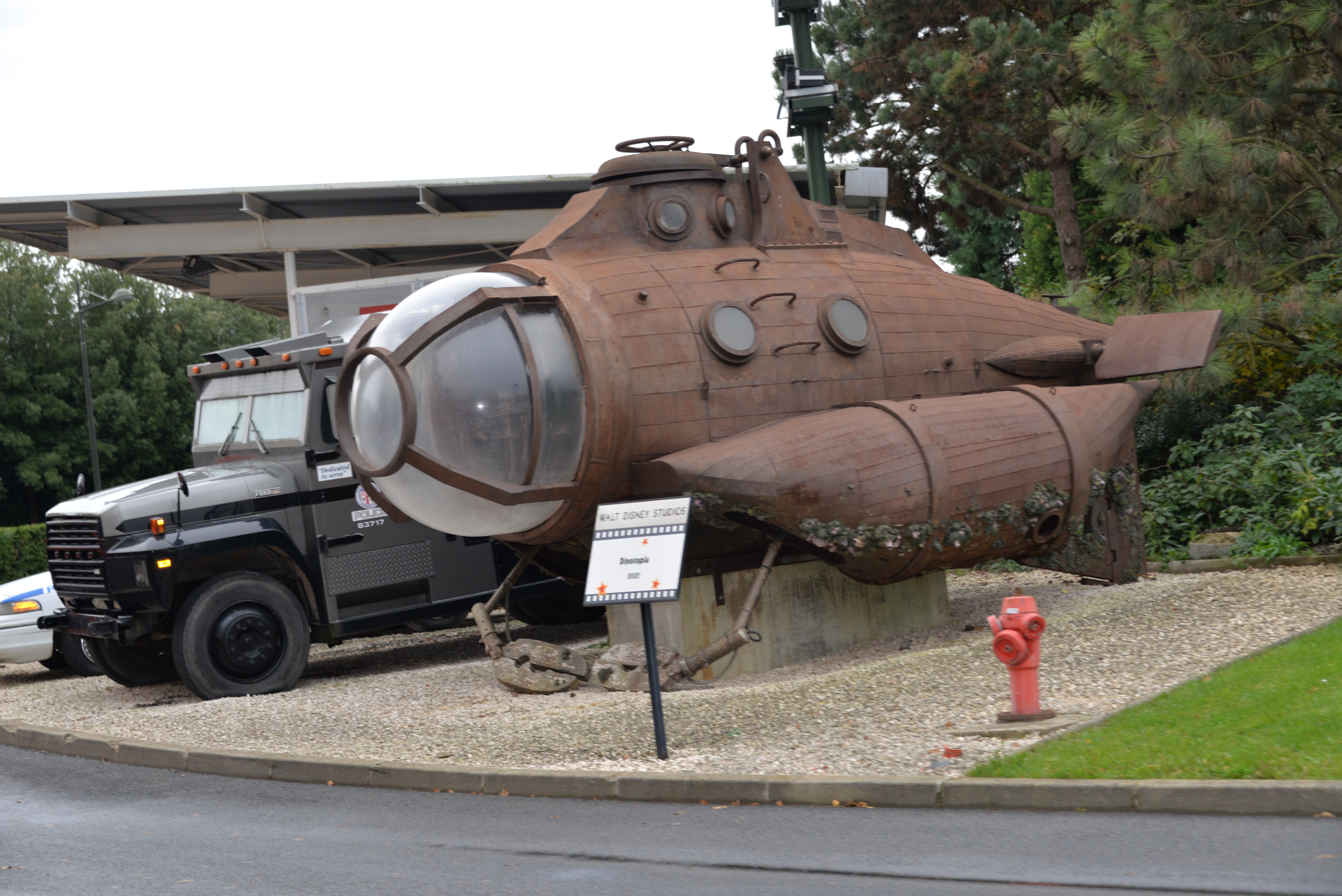
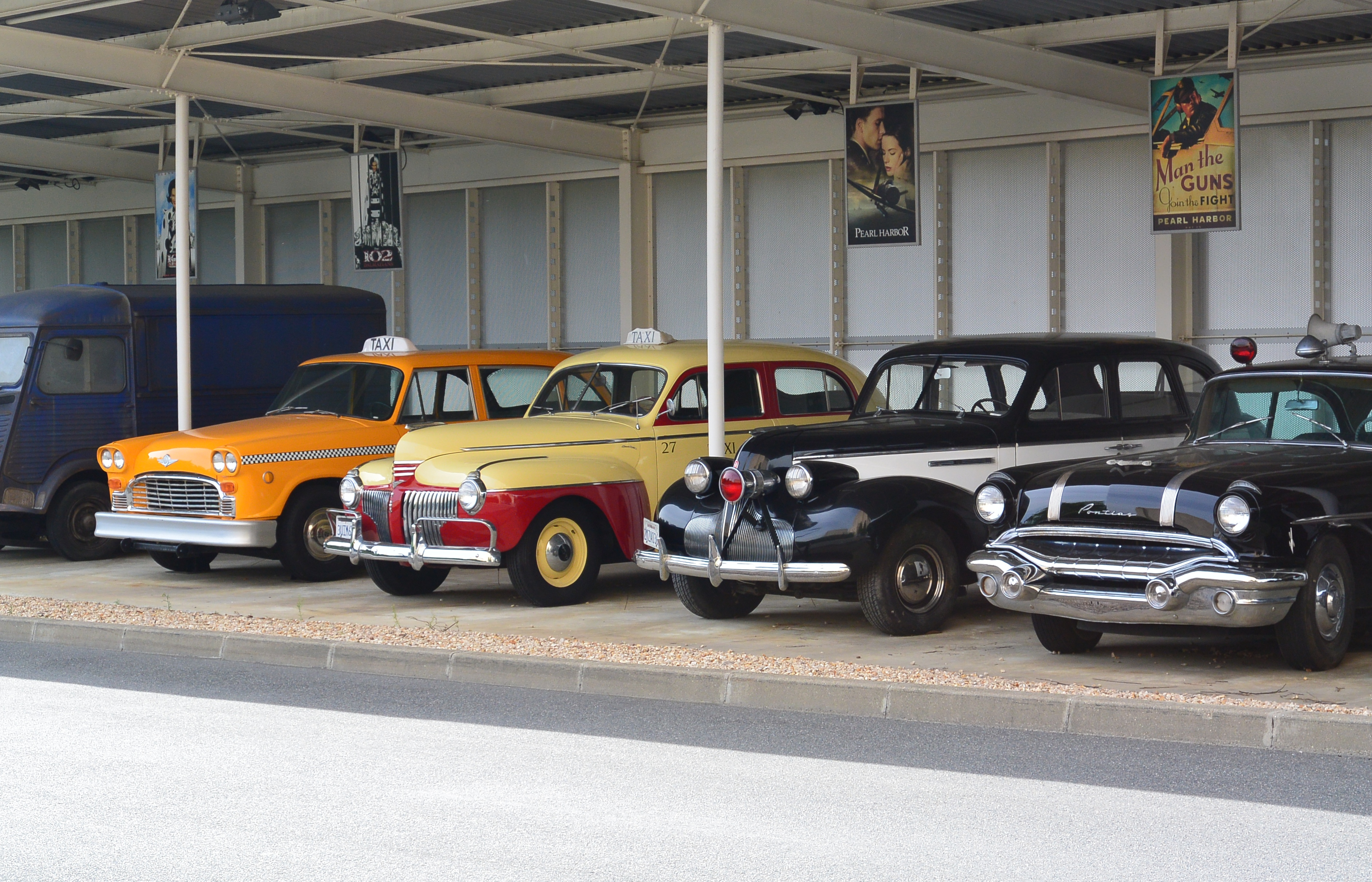
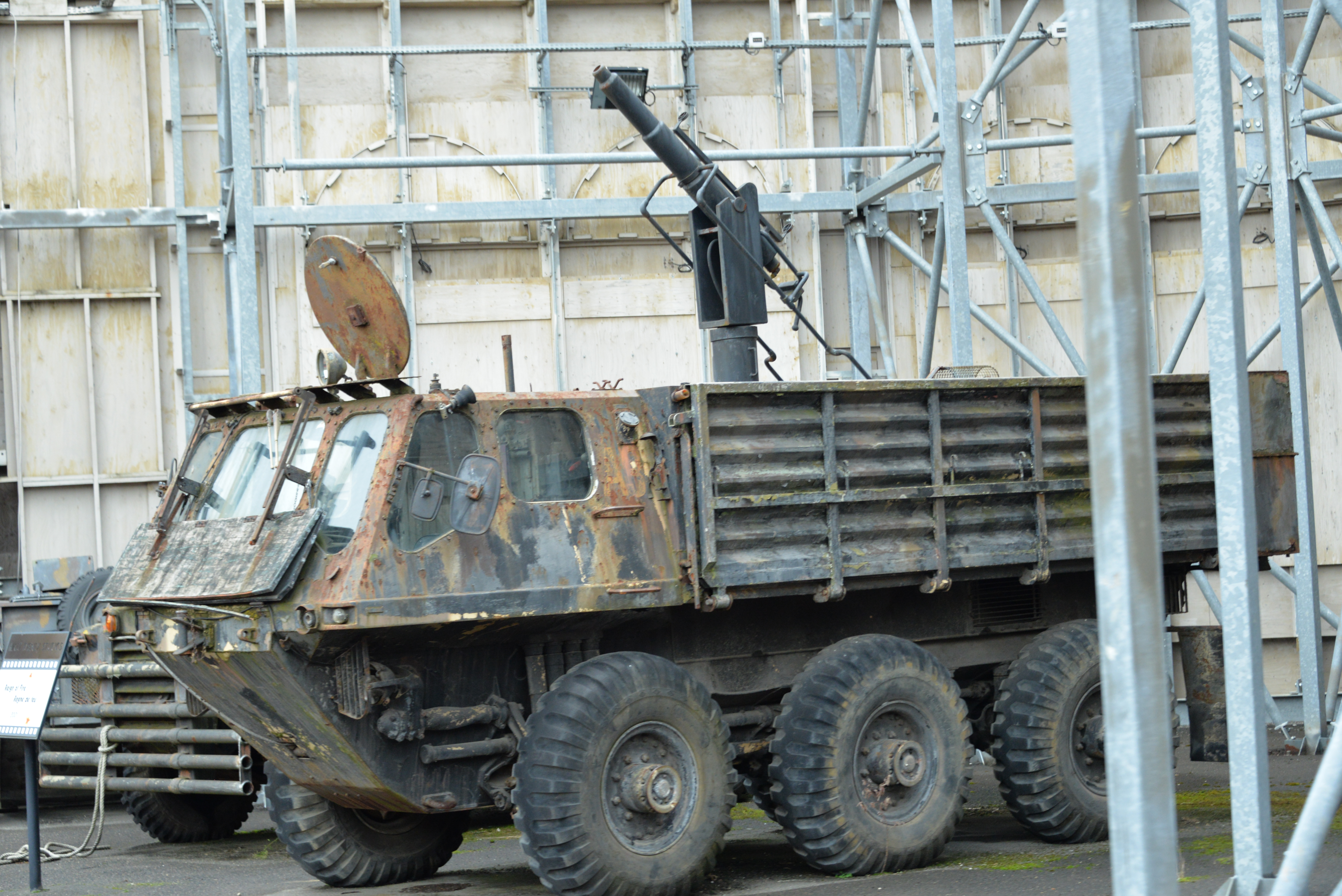

Disneyland Paris · Lijst van attracties in Walt Disney Studios Park · afbeeldingen
Walt Disney World Resort · Earful Tower · The Sorcerer's Hat · afbeeldingen